# 印幻
印幻（In Hwan seunim　いんげんぜんじ、1931年-）は、韓国の曹渓宗の僧侶。ソウル市の慶国寺（キョングクサ）会主。仏教学者。元東国大学校仏教大学学長。文学博士。
蔡　印幻（Chae, In Hwan　チェ・インファン）といい、法名が印幻、本名は蔡　澤洙（チェ・テクス）。

## 略歴
咸鏡道元山市（現在の北朝鮮）に生まれ、本籍は韓国釜山市。実兄は元東亜大学校人文科学大学日本語日本文学科教授の蔡楨洙（チェ・ジョンス）。
18歳から曹渓宗の禅を修行し、40歳で東京大学大学院印度哲学博士課程に入学。同大で文学博士号を取得した最初の韓国僧侶。
主著『新羅仏教戒律思想研究』に「当時の韓国では、仏道は理論の追求のみにあるのではなく、どこまでもその真髄は実践躬行にあり、仏道実践の枢要は持戒の生活にあるとの認識が強く生き続けている」と述べているとおり、持戒堅固の坐禅実践を第一として仏教を研究している。
自身は菩薩戒と比丘戒（具足戒）を堅持するかたわら、弟子の水源には「『真面目に、正直に、人に尽くす』、この三つに仏教（戒律）のすべてがおさまる」と指南し、新羅仏教独自の総和的かつ実践的な戒律思想がみられる。

## 年表
- 1931年8月　 咸鏡道元山市生まれ
- 1952年8月　 釜山市仙岩寺にて崔円虚老和上のもとで出家得度
- 1953年2月　 柳昔岩老師より沙弥戒を受ける
- 1953年4月　 梁山市通度寺の金剛戒壇にて金慈雲老師より菩薩戒を受ける
- 1955年9月　 李耘虚老師より仏典研究を学ぶ（8年間）
- 1956年2月 　陜川郡海印寺の金剛戒壇にて金慈雲老師より比丘戒を受ける
- 1957年　　　 海印寺仏教専門講院四教科修了
- 1959年4月　 通度寺仏教専門講院大教科卒業
- 1964年2月　 東国大学校仏教大学仏教科卒業
- 1966年9月 　東国大学校大学院仏教学碩士課程修了（文学碩士）（「大乗仏説非仏説に対する研究」）
- 1971年3月　 駒澤大学大学院仏教学博士課程修了
- 1975年3月　 東京大学大学院印度哲学博士課程修了（文学博士）（「新羅仏教戒律思想研究」）
- 1976年1月　 北九州市世界平和パゴダにて南方上座仏教研究講座、南方仏教伝統禅定実習（毎年2週間）参加（1991年まで）
- 1977年5月 　カナダトロント大覚寺を創建し住職に就任
- 1982年2月 　東国大学校仏教大学禅学科副教授
- 1986年2月　 東国大学校仏教大学禅学科教授
- 1986年10月  韓国仏教学会理事
- 1988年1月　 東国大学校仏教大学学長
- 1990年1月　 東国大学校仏教文化研究院院長
- 1990年4月　 雷虚仏教学術賞受賞（「新羅真表律師研究」）
- 1990年5月　 大韓仏教新聞編集委員
- 1990年6月　 日本印度学仏教学会理事
- 1990年10月  BBS（仏教放送）にて「仏教基礎教理講座」を講義
- 2013年　　 　 韓国仏教振興基金として東国大学校に1億ウォン（約1千万円）を寄付
- 2014年3月　 第二建学基金として東国大学校に1億ウォンを寄付

## 弟子

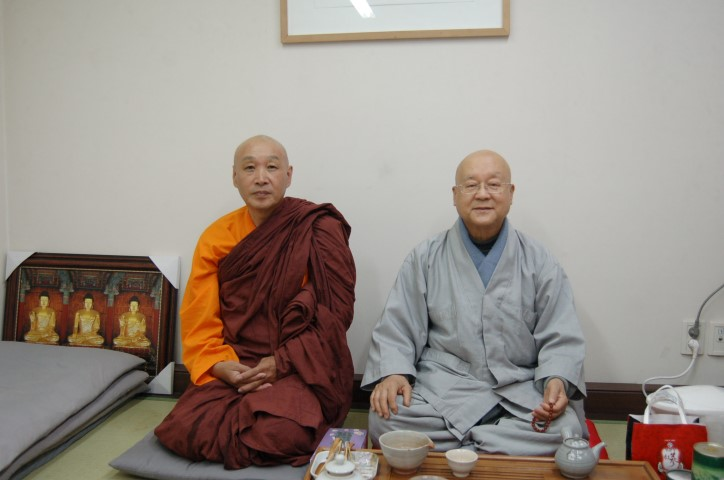
水源（左） と 印幻（右）
（2009年）

- 水源（水源徳性禅師、菩提般若究仁伽比丘、Bodhi Pannya Gunika Bhikkhu）[1]

## 著書

### 単著
- 『新羅仏教戒律思想研究』（国書刊行会、1977年）

### 共編著
- 金知見・蔡印幻編『新羅仏教研究』（山喜房仏書林、1973年）

### 論文
- CiNii > 蔡印幻  蔡澤洙
- INBUDS > 蔡印幻  蔡澤洙

### 記念論集
- 『仏教学報―蔡澤洙博士還暦記念特集―』第28輯（東国大学校仏教文化研究院、1991年）